# Ljubav jednog Oca
Ljubav jednog Oca je argentinska telenovela producenta Adriána Suara. Telenovela je rađena prema izvornoj zamisli Marcele Guerty i Marcosa Carnevalea.

## Sinopsis
La Cruz je omanji grad u unutrašnjosti Argentine, čija povijest seže u 19. stoljeće. Istinski vladar grada oduvijek je bila obitelj moćnika Costa, nekadašnjih osnivača La Cruza, čija nemilosrdna vladavina još traje. Danas je na čelu obitelji unuk osnivača, moćni gradonačelnik Manuel Costa.
S druge strane, nalazi se idealistički formiran mladi čovjek, Gabriel Jauregui, koj, nakon brojnih društvenih nepravdi odigranih pred njegovim očima, jednoga dana shvaća kako mora preuzeti zakon u svoje ruke. Tako se rađa Coraje, maskirani borac za pravdu čije je ime kao vječna nada na ustima svih potlačenih stanovnika La Cruza. Zajedno s dva pomagača, Coraje uvijek čeka priliku pomoći potlačenima.
Ubojstvo jednog od najuvaženijih članova društva, Alejandra Guerricaa, kao plimni se val širi kroz grad, a šapat pronosi glasine kako je ubijeni čuo nešto što nitko nije smio saznati, tajnu koja bi mogla ugroziti interese najmoćnijih ljudi La Cruza. Iako je bio upozoren, iako su mu prijetili, pošteni Alejandro Guerrico nije mogao zadržati istinu za sebe, tako zapečativši svoju sudbinu...
No kada se moćnici okupe, sumnja mora biti bačena na najprikladniju osobu, a teško je naći boljeg kandidata od maskiranog odmetnika Corajea. Iako nikada nije počinio ubojstvo, pa čak ni oduzeo život najgorem zločincu, Coraje biva optužen da je ubio najcjenjeniju osobu La Cruza. Kada dozna za šokantnu optužbu, Coraje odlučuje stati na glas neistinama i uhvatiti ubojicu, koji je posve sigurno jedan od mještana - onih koji dolaze izraziti sućut Guerricovoj udovici Elisi i dvjema prelijepim kćerkama Clari i Ani.
Na putu do La Cruza, Coraje i njegovi suborci Mecha i Santos nailaze na novog župnika, Juana, no on u pljačkaškom napadu izgubi život. Coraje je odlučan prijaviti zločin policiji, no iznenadna ideja sprečava ga u toj namjeri: shvaća kako je dobio savršenu priliku da se uvuče u domove mještana i istraži tko je odgovoran za ubojstvo voljenoga Guerricoa. Bez imalo teoloških znanja i slabo upućen u liturgijske procese, odmetnik prerušen u novog župana stiže u La Cruz, u kojem će, osim ubojice, pronaći i pravu ljubav u liku lijepe Guerricove kćeri Clare. No, u njega se zaljubljuje i mlađa Guerricova kćer, Ana,  koja se nalazi u invalidskim kolicima, i uvjerena je da će joj novi župan dati nadu za ponovno dizanje iz kolica.

## Zanimljivosti
- Telenovela je bila veliki hit u Argentini, kojom se na male ekrane vratio glumac Facundo Arana, nakon dvije godina nesnimanja telenovela.
- Telenovela se emitirala u terminu 22:00 na Canalu 13 jer je obilovala prostotama, te pretjeranim scenama seksa i nasilja.
- Iako je glas njenog lika, Mude, pomalo dječji, glumica Fabiana Garcia Lago nema takav glas.
- U seriji su predstavljene i poznate ličnosti iz argentinske povijesti, koje su glumili argentinski glumci. Riječ je o bivšem argentinskom predsjedniku Juanu Peronu, njegovoj ženi Evi Peron, te Che Guevari.
- Glavnu temu telenovele, "Y Que?" interpretirao je pjevač Paz Martinez.
- Glumci Melina Petriella i Fabio di Tomaso interpretirali su ljubavni par Lourdes "Nenu" i Lautara Costu. Glumci su u stvarnom životu u sretnoj ljubavnoj vezi već nekoliko godina.
- Marcela Guerty i Marcos Carnevale, autori telenovele, su nakon završetka snimanja ove telenovele, napisali još jednu telenovelu, "Časni ljudi" (Hombres de Honor), koja se je pretežno bazirala na 50-e godine 20. stoljeća, a u istoj su seriji glumili i neki glumci iz "Ljubav jednog Oca".
- Glavni negativci telenovele oduševili su što argentinsku, što publiku diljem svijeta, i prema mnogim mišljenjima uvelike zasjenili glavne glumice, Facunda Aranu i Nancy Dupláa. Riječ je o glumcima Raúlu Rizzu (Manuel), Carini Zampini (Ana), Mercedes Funes (Nora) i Robertu Vallejosu (Pedro Olmos Rey).
- Nakon prikazivanja posljednje epizode, uslijedila je jednosatna emisija posvećena telenoveli, "Padre Coraje: Al Vivo" (Padre Coraje: Uživo), u kojoj je voditelj emisije razgovarao s glumcima iz serije.

## Martin Fierro nagrade

### Osvojene nagrade
"Ljubav jednog Oca" dobila je i mnoge prestižne argentinske nagrade, kao "Martin Fierro 2004" za:
- najbolju telenovelu godine
- najbolju originalnu pjesmu
- najbolji glavni glumac (Facundo Arana)
- najbolja glavna glumica (Carina Zampini)
- najbolji sporedni glumac (Luis Machin)
- najbolja sporedna glumica (Julia Calvo)
- najbolje gostovanje u telenoveli (Nacha Guevara)

### Nominacije
Također je bila i nominirana za iste nagrade u kategorijama:
- najbolji glavni glumac (Raúl Rizzo)
- najbolja glavna glumica (Leonor Benedetto)
- najbolja glavna glumica (Nancy Dupláa)
- najbolja glavna glumica (Nora Cárpena)
- najbolji sporedni glumac (Javier Lombardo)
- najbolji sporedni glumac (Matias Santoianni)
- najbolja sporedna glumica (Mercedes Funes)
- najbolja sporedna glumica (Melina Petriella)
- najbolje gostovanje u telenoveli (Victor Laplace)
- najbolje žensko otkriće (Mercedes Funes)
- najbolje žensko otkriće (Fabiana Garcia Lago)
- najbolji autor telenovele (Marcos Carnevale i Marcela Guerty)
- najbolji redatelj telenovele (Sebastian Pivotto i Martin Saban)

## Uloge
| Glumac/ica          | Lik                          |
| ------------------- | ---------------------------- |
| Facundo Arana       | Padre Coraje / Otac Juan     |
| Nancy Dupláa        | Clara Guerrico               |
| Carina Zampini      | Ana Guerrico                 |
| Javier Lombardo     | Santo Tomini                 |
| Maria Eugenia Tobal | Mercedes "Mecha" Tomini      |
| Leonor Benedetto    | Amanda Posterino de Jauregui |
| Nora Cárpena        | Elisa Guerrico               |
| Raúl Rizzo          | Manuel Costa                 |
| Mercedes Funes      | Nora Ponce                   |
| Marcelo Cosetino    | Dario                        |
| Melina Petriela     | Lourdes Serrano / La Nena    |
| Julia Calvo         | Messina                      |
| Federico Olivera    | Horacio Costa                |
| Erika Wallner       | Marcia                       |
| Eugenia Guerty      | Tete                         |
| Luis Machin         | Froilan Ponce                |
| Matias Santoianni   | Pipo de Jauregui             |
| Fabio di Tomaso     | Lautaro Costa                |
| Roberto Vallejos    | Pedro Olmos Rey              |
| Fabiana Garcia Lago | La Muda                      |

### Gostujuće uloge
| Glumac/ica          | Lik                      |
| ------------------- | ------------------------ |
| Ximena Fassio       | Evita Peron              |
| Victor Laplace      | Juan Peron               |
| Lucas Ferraro       | Che Guevara              |
| Sergio Surraco      | Rodolfo Portuale         |
| Antonio Grimau      | Augusto                  |
| Nacha Guevara       | Assumpta Posterino       |
| Jorge Garcia Marino | Alejandro Guerrico       |
| Karina Mazzocco     | Silvia Villarreal        |
| Jorge Schubert      | Larreta                  |
| Emilio Bardi        | Jose Maria "Mono" Gatica |
| Noemi Frenkel       | Perla Ponce              |
| Monica Lairana      | Tita                     |
| Carlos Weber        | biskup                   |
| Carolina Vespa      | Michelle                 |
| Mario de Cabo       | Alzaga                   |
| Jorge Nolasco       | Roly                     |
| Mercedes Fraile     | Angelica                 |
| Hector Nogues       | Guzman                   |
| Patricio Arellano   | Fernando "Nando" Guzman  |
| Juan Parassco       | Pacheco                  |
| Juan Carlos Calabro | Merlik                   |
| Aldo Pastur         | Molina                   |
| Luis Mazzeo         | Manule                   |
| Gipsy Bonafina      | Rosy                     |
| Atilio Pozzobon     | Americo                  |

## Vanjske poveznice
- Padre Coraje, fan website  Arhivirana inačica izvorne stranice od 9. svibnja 2013. (Wayback Machine)
- Uvodna špica telenovele